# 鶏飯

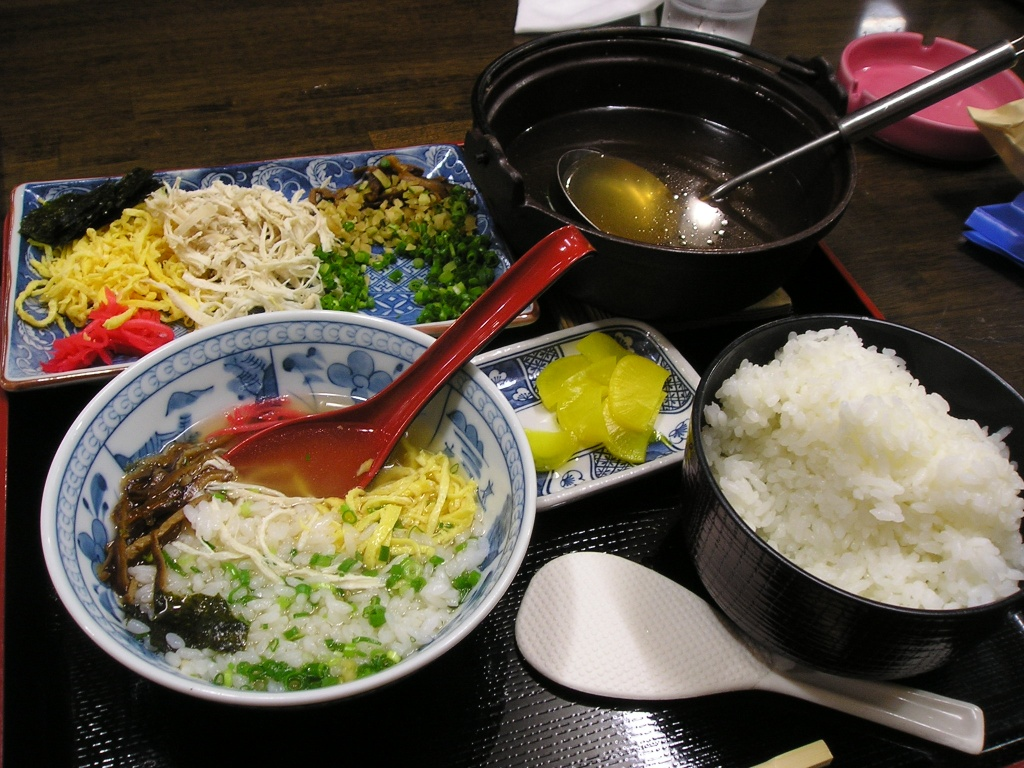
具材を自分で乗せた状態の鶏飯

鶏飯（けいはん）は、鹿児島県奄美群島で作られる郷土料理。日本各地に郷土料理として存在する「とりめし」と同字異読であるため混同されやすいが、「とりめし」が炊き込みご飯や丼ものの形式に近いのに対し、「けいはん」はだし茶漬けに近い食べ物で、違いがある。

## 概要
現在、奄美大島で出されている本場の鶏飯は、茶碗に盛った米飯に、ほぐした鶏肉、錦糸卵、椎茸、パパイヤ漬けか沢庵漬けなどの具材と葱、きざみ海苔、刻んだタンカンの皮（陳皮）、白胡麻などの薬味をのせ、鶏がらではなく丸鶏を煮て取ったスープをかけて食べる料理である。紅生姜を添える例もまれにある。米飯、具材、薬味、スープは別々の器で出され、自分で好きな配分で盛り付け、混ぜながら食べる。奄美大島には専門店も複数あり、スープの取り方、素材に地鶏を使うかなど、それぞれの特徴を出している。
自分で具やスープを合わせるのではなく、店側で丼や茶碗に盛ってスープを掛けた状態で客に出す例も居酒屋などではある。これも鶏飯と呼ぶことが多いが、鶏飯丼と呼び分けて両方を出す店もある。専門店の鶏飯は茶碗2～3杯の量があり、米飯も食べ放題であるが、鶏飯丼は1杯分だけでお代わりはなく、価格も相対的に安い。
鹿児島県では、奄美群島以外の地域でも定番の郷土料理として親しまれており、鹿児島県内では給食のメニューとしても定番となっており、カレーライスと人気を二分し、2005年には1番人気に選ばれている。鹿児島市内でも提供する飲食店は多くあり、東京都、大阪市、福岡市などの奄美料理店、薩摩料理店、焼き鳥店、キッチンカーでも提供されている例がある。
また、具とスープを冷蔵、冷凍、レトルトパック、フリーズドライにした製品も開発・販売されており、米飯の上に載せて付属のスープを（フリーズドライの場合は湯を）そそぐとすぐに鶏飯として食べられるようになっている。
スープの味で料理の味が大きく左右されるが、奄美大島の専門店が丸鶏でスープを取っているのに対し、域外では切り分けた鶏肉や鶏がらを使ってスープを取るなど、簡略化している場合が多く、風味に差がある。また、島外では入手しづらい薬味としてパパイヤ漬けやタンカンの皮があり、これらの有無も風味に大きく影響する。

## 類似の料理

### ケーファン
沖縄県の鶏飯（ケーファン）は、米飯にほぐした鶏肉、椎茸、ニンジン、シマナー（カラシナ）、錦糸卵をのせておろし生姜、すり胡麻、おろし山葵などの薬味をのせ、鶏や鰹節で出汁をとったかけ汁をかけて食べる料理、または、鶏肉を用いたジューシー（炊き込みご飯）にかけ汁をかけて食べる料理である。前者は鶏肉が入っていることを除けば琉球料理の菜飯（セーファン）と同じで、本来はかけ汁を入れた湯桶を添え、湯盆にのせて宴会などの献立の最後に締めとして出される。自らの好みで具材、スープを合わせる例もあるが、多くは最初から盛り合わせて出される鶏飯丼タイプである。

### 鶏飯ラーメン
奄美大島に見られる、米飯の代わりに中華麺を使った鶏だしラーメン。具材は基本的に鶏飯と同じである。店によっては鶏麺（けいめん）と呼んでいる。
また、ラーメンライスのように、ラーメンと鶏飯のセットで、ラーメンのスープをかけて食べる鶏飯を姶良市のラーメン店が開発。ラーメンも鶏飯も楽しめるアイデアとして話題となった。

## 歴史
奄美大島の鶏飯は、もともと旧笠利町周辺にかつて存在した郷土料理で、当時はヤマシギやシロハラなどの野鳥を使用していた。江戸時代の島津藩の支配下であった頃に、北大島で藩の役人をもてなすために鶏肉を用いるようになったという。一方、19世紀半ばの島の暮らしを記録した『南島雑話』では、主に豚肉料理についてのみ記述され、鶏飯には触れられていない事から、現在の鶏飯は近代以降に成立したものであるともされる。もともと、奄美大島では正月前に黒豚を捌いて、塩漬け肉にし、これと野菜を刻んで炊き込みご飯にした「豚飯」があり、これを鶏肉に代えたものという説もある。また、江戸時代の料理書『名飯部類』・『料理網目調味抄』には、茹でた鶏肉を細かく裂いて飯に載せだし汁をかけるという鶏飯の作り方が載せられており、本土から伝わった料理が奄美大島に残った可能性もある。
現在のスタイルの鶏飯は、奄美市笠利町赤木名で1945年に創業した旅館みなとやの館主岩城キネが、開業に際して江戸時代にあった鶏肉の炊き込みご飯にアレンジを加えて供するようにしたのが始まりとされる。1968年4月に皇太子明仁親王、皇太子妃美智子（当時）が奄美大島に来島した際に食したが、その美味しさにおかわりをしたという。その様子が伝えられると地元で観光客の人気を博し、奄美大島を代表する郷土料理となった。
- 2001年、南九州ファミリーマートがコンビニ商品化して鹿児島県、宮崎県で販売開始[7]。
- 2005年にはローソンも商品化し、鹿児島県と宮崎県の店舗で販売された[8]。
- 2007年、農林水産省の『農山漁村の郷土料理百選』の鹿児島県のノミネート料理の鶏飯がインターネット投票で2位の得票となった。
- 2011年に南九州ファミリーマートが奄美大島出身の歌手中孝介監修の改良「奄美鶏飯」を販売。2014年には累計30万食を販売したことで表彰を行った[7]。また、全国のファミリーマートで発売となった。
- 2012年、無印良品の良品計画がレトルトパックの「奄美大島風 鶏飯」を「宮崎風 冷や汁」と共に発売[9]。
- 2012年　姶良のラーメン店「一軒目」がラーメンのお供（ラーメンのスープをかける）としての鶏飯を開発。このメニューは鹿児島県内外のラーメン店に一気に広がった。
- 2013年、永谷園が「ニッポンうまいもん巡りお茶づけ編」でフリーズドライの「鶏飯」を販売[10]。